# Krasnozërskoe
Krasnozërskoe (in lingua russa: Kpacнозёрское) è una città situata nella Siberia meridionale, nell'Oblast' di Novosibirsk, in Russia. La città è il capoluogo amministrativo del distretto di Krasnozёrskij (in lingua russa Kpacнозёpcкий Район, letteralmente Krasnozёrskij Rajon).